# Ромео Чолаков
Ромео Петров Чолаков е български публицист.

## Биография
Роден е през 1897 г. в София. Син е на публициста Петър Чолаков и на Мария Симова, една от основателките на театрална трупа „Сълза и смях“. Завършва Първа мъжка гимназия в София през 1916 г. Следва славянска филология и литература в Софийския университет „Св. Климент Охридски“, където през 1924 г. се дипломира. От 1926 до 1953 г. е преподавател по български език и литература в Софийската духовна семинария. Сътрудничи на списанията „Духовна култура“, „Развитие“, „Българска мисъл“, в седмичниците „Развигор“, „Литературен глас“, „Литературен фронт“ и др. Умира през 1953 г. в София.
Негова сестра е публицистката Мила Чолакова.
Личният му архив се съхранява във фонд 1437К в Централен държавен архив. Той се състои от 244 архивни единици от периода 1905 – 1956 г.

## Статии
Автор е на статиите „За българската преводна литература“, „Захарий Стоянов като деец в Априлското въстание“, „Българската душа“, „Историята говори“,
„Страница от древната дипломация“, „Добруджа и създаването на българската държава“, „Венелин и нашето възраждане“, „Българската литература в нашите гимназии“, „Език и невежество“, „Неграмотността продължава“, „Правопис на Паисий Хилендарски“, „Сърби и хървати“, „Нещастието на българската литература“, „Поп-Методиевият летописен разказ за потурчването на Чепинските българи“.